# Покров-Пема
Покров-Пема — деревня в Степановском сельском поселении Галичского района Костромской области России.

## География
Деревня расположена на берегу речки Пема (Пелма) в 2 км к западу от села Степаново и в 10 км к северо-востоку от Галича.

## История
Согласно Спискам населенных мест Российской империи в 1872 году погост Покров-Пема относился к 1 стану Галичского уезда Костромской губернии. В нём числилось 4 двора, проживало 8 мужчин и 13 женщин. В погосте имелось две православных церкви.
Согласно переписи населения 1897 года в погосте Покров проживало 15 человек (4 мужчины и 11 женщин).
Согласно Списку населенных мест Костромской губернии в 1907 году погост Покров относился к Быковской волости Галичского уезда Костромской губернии. По сведениям волостного правления за 1907 год в нём числилось 3 крестьянских двора и 14 жителей. В погосте имелась школа.
До муниципальной реформы 2010 года деревня также входила в состав Степановского сельского поселения.

## Население
| 2008 | 2010 | 2012 | 2014 |
| ---- | ---- | ---- | ---- |
| 3    | ↘0   | ↗2   | →2   |